# Dead Promises (canción de Tarja)
«Dead Promises» es el primer sencillo del álbum In the Raw de la soprano finlandesa Tarja Turunen. Fue publicado el 3 de mayo de 2019 en formato digital, por el sello earMUSIC. 

## Trasfondo
La canción fue escrita por Turunen y su guitarrista Alex Scholpp. Fue por el sonido crudo de esta canción que el concepto del álbum comenzó a tomar forma; una guitarra poderosa acompaña la potente voz a lo largo de todo el tema. Antes de comenzar a grabar su propia voz, Turunen consideró la posibilidad de que la canción fuera un dueto, e invitó al vocalista sueco Björn Strid de la banda Soilwork.
Tarja declaró sobre la canción: 
Quería tener una canción en el álbum, lo que haría que la gente (y yo) saltara en mis shows. Se me ocurrió esta gran melodía a base de guitarra y me gustó la primera vez que escuché. También decidí ya tener la guitarra muy presente en la canción. El sonido crudo de las guitarras rítmicas en general me da la energía que necesito para sentirme relajado mientras canto. Tengo una voz poderosa que necesita el apoyo de mi banda, por lo que no me siento sola. Precisamente, este sonido crudo, agresivo y vanguardista también era común en otras canciones del álbum.

## Lanzamiento
El 15 de abril de 2019 Turunen dio indicios del nuevo álbum y publicó un fragmento de la letra de la canción. El 30 de abril de 2019 revela portada y el título del álbum finalmente y confirmó a «Dead Promises» como sencillo principal. Si bien la versión del álbum es un dueto entre Strid y Turunen, la versión del sencillo es cantada en solitario por la soprano. 
Años después, el 22 de febrero de 2022, Turunen relanzó el sencillo incluyendo una versión editada de la canción. Posteriormente, la versión original de la canción fue incluida en la recopilación Best of: Living the Dream.
La canción no contó con un videoclip oficial, pero sí con un video con su letra. No logró entrar a las listas de ningún país; aun así, al día de hoy es una de las canciones más populares de Turunen en Spotify.

## Lista de canciones
Versión de 2022
| N.º | Título                           | Duración |  |
| 1.  | «Dead Promises» (Ski Edit)       | 3:55     |  |
| 2.  | «Dead Promises» (Single Version) | 5:51     |  |

## Interpretaciones en vivo
Turunen debutó la canción el 7 de mayo de 2019 en Ucrania, y la interpretó regularmente a lo largo del «Raw Tour». También forma parte del repertorio de la gira «Living the Dream Tour», donde Marko Hietala canta las partes de Björn Strid.

## Personal
Banda
- Tarja Turunen – voz principal, coros, teclado
- Björn Strid – voz masculina
- Christian Kretschmar – teclado
- Timm Schreiner – batería
- Alex Scholpp – guitarra eléctrica, bajo

Producción
- Marcelo Cabuli – productor ejecutivo
- Justin Shturtz – mastering
- Tim Palmer – mezcla